# آزمون آپنه
آزمون آپنه یا تست آپنه (به انگلیسی: apnea testing) یک آزمون ضروری برای تأیید نهایی مرگ مغزی بیمار می‌باشد. از آنجا که انجام این آزمون ممکن است سبب آریتمی‌های خطرناک و بی‌ثباتی وضعیت قلبی-عروقی بیمار گردد، به عنوان آخرین آزمون در نظر گرفته می‌شود. اگر که آزمون آپنه مثبت شود، بیمار به جهت اهدا عضو به اتاق عمل انتقال می‌یابد و اگر منفی شود، کلیه آزمون‌های پیشین، مردود شمرده شده و بیمار برای ادامه مراقبت و درمان به بخش مراقبت‌های ویژه بازگردانده می‌شود.

## روش انجام آزمون آپنه
بیمار با اکسیژن صددرصد، هایپر اکسیژنه شده و سپس به مدت ۸ الی ۱۰ دقیقه از دستگاه ونتیلاتور جدا می‌گردد و جریان اکسیژن از کانول نای برای او تجویز می‌شود.
اگر در طی این مدت، بیمار کوچک‌ترین تلاش تنفسی ولو غیر مؤثر انجام دهد آزمون آپنه منفی شده و مرگ مغزی رد می‌شود. اما در صورت عدم مشاهده تلاش تنفسی، آزمون آپنه مثبت شده و مرگ مغزی تأیید می‌شود.
در هر حالت، بیمار را مجدداً به ونتیلاتور متصل می‌کنند تا تصمیمات نهایی اتخاذ شوند.

## شرایط انجام آزمون
دمای بدن بیمار در وضعیت طبیعی باشد (هایپوترمی و هایپرترمی وجود نداشته باشند).

PH در وضع طبیعی باشد.

فشار دی‌اکسید کربن انتهای بازدمی در وضع طبیعی باشد.
فشار خون بیمار در وضع طبیعی باشد (حداقل ۱۰۰ میلیمتر جیوه).

وضعیت همودینامیک بیمار تثبیت شده باشد.

شواهدی دال بر احتباس دی‌اکسید کربن موجود نباشد.

## اهمیت آزمون آپنه
در واقع آنچه که سبب تحریک تنفس در ساقه مغز می‌شود کمبود اکسیژن نیست بلکه بالا رفتن میزان دی‌اکسید کربن است که نتیجه کمبود اکسیژن می‌باشد. در صورتی که بیمار از ونتیلاتور جدا شود، فشار دی‌اکسید کربن در خون بالا رفته و زمانی که این فشار به حد مشخصی برسد (حدود ۶۰ یا دست کم ۲۰ میلیمتر جیوه)، ساقه مغز تحریک شده و تلاش تنفسی صورت می‌گیرد.
حتی در عمیق‌ترین کماها نیز اگر مرگ مغزی صورت نگرفته باشد با بالا رفتن فشار دی‌اکسید کربن، تلاش تنفسی صورت می‌گیرد.
نتیجتاً بایستی عدم تلاش تنفسی را در شرایط یاد شده به منزله مرگ مغزی و تخریب غیرقابل بازگشت ساقه مغز در نظر گرفت.

## اهمیت سایر آزمون‌ها
آزمون آپنه شرط لازم و کافی برای تأیید یا رد مرگ مغزی می‌باشد، اما یک آزمون تهاجمی و پر خطر به‌شمار می‌رود که با احتمال بالایی می‌تواند سبب وقوع آریتمی‌های خطرناک و حتی ایست قلبی در زمان جدا بودن بیمار از ونتیلاتور شود پس بایستی به منزله آخرین تست در نظر گرفته شود و اهمیت سایر آزمون‌ها نظیر آزمون اکولووستیبولار، آزمون اکولوسفالیک و… از این جهت است که آزمون‌هایی بی خطر محسوب شده و سبب بی‌ثباتی وضعیت بیمار نمی‌شوند و بنابراین فرصت کافی را در اختیار تیم پزشکی قرار می‌دهد تا به بررسی تطابق گروه خونی و تطابق آنتی‌ژن‌های فرد اهدا کننده بپردازند. ضمن اینکه با خانواده فرد اهدا کننده نیز گفتگو شده و مراحل قانونی اهدا عضو طی شوند.